# Acetamida
La acetamida es la amida derivada del ácido acético. Su fórmula molecular o empírica es C2H5NO, y su fórmula semidesarrollada CH3 - CO - NH2.

## Acetamida como mineral
Aparece de forma natural en las minas, por lo que es aceptado como mineral por la IMA. Fue descubierta en 1974 en una mina de carbón en Chervonograd (Ucrania), en las pilas de escombros de la mina, siendo un mineral estacional que aparecía sólo con tiempo seco pues se disolvía en la humedad y volatilizaba al aire. También se forma en los montones de carbón que arden a temperatura entre 50 y 150 °C.
Su clave de mineral es IMA1974-039, y su clase es 10.AA.20 según la clasificación de Strunz.
Los cristales de acetamida tienen un lustre vítreo, color incoloro a gris, raya blanca, dureza entre 1 y 1,5 y fractura concoidea. Cristalizan en sistema cristalino trigonal a hexagonal, ditrigonal dipiramidal, teniendo un hábito prismático de unos 5 mm, presentándose en pequeñas estalactitas o en agregados granulares.